# Lauge Dahlgaard
Lauge Dahlgaard, född 1 januari 1919 i Köpenhamn, död 26 mars 1996, var en dansk politiker (Det Radikale Venstre). Han var arbetsminister i Hilmar Baunsgaards regering 1968-1971 och folketingsledamot 1971-1975.

## Bakgrund
Lauge Dahlgaard var son till politikern Bertel Dahlgaard och läraren Dorthea Poulsen, samt bror till Poul och Tyge Dahlgaard och far till Frank Dahlgaard. Han tog studentexamen från Ordrup Gymnasium 1937 och blev cand. polit. från Köpenhamns universitet 1943. Han var därefter anställd som sekreterare på Direktoratet for vareforsyning (1943-1946) och avancerade sedan till fullmäktig (1946) och expeditionssekreterare (1948). Han var därefter anställd på Sekretariatet for civilt beredskab, från 1961 som kontorschef. Han var också ekonomisk-statistisk konsult på det danska utbildningsdepartementet (1964-1968). Han hade flera styrelseuppdrag; Han var ordförande av Socialvirke (1944-1946), ledamot i ungdomskommissionen (1948-1952), styrelseordförande av Ungdommens uddannelsesfond (1965-1968) och ledamot i von Eybenutredningen (1965-1968), som skulle utreda frågan om ekonomiskt stöd till studenter.

## Politisk karriär
Dahlgaards politiska karriär började i Radikal Ungdom och som redaktör av tidskriften Tidens Tanker. Han började kandidera till Folketinget för Det Radikale Venstre 1950, men blev inte vald förrän 1971. Han stod partiledaren Hilmar Baunsgaard nära och var en av dem som möjliggjorde att partiet, från att ha samarbetat med Socialdemokratiet, ingick i en koalition med Venstre och Det Konservative Folkeparti. Efter koalitionens valseger 1968 utsågs Dahlgaard till arbetsminister. Han var en av initiativtagarna till Perspektivplan I, som var den första större ekonomisk-statistiska utredningen av samhällsutvecklingen i Danmark. De förslag som utarbetades med denna plan blev dock aldrig realiserade. Han genomförde flera viktiga reformer på arbetsmarknaden, bl.a. att deltidsarbetande fick rätt till arbetslöshetsförsäkring, att outbildade anställda fick bättre möjligheter till utbildning och omskolning, den lagstadgade rätten till semester förlängdes, arbetsförmedlingskontor upprättades och arbetslösas flyttomkostnader täcktes för att öka mobiliteten på arbetsmarknaden. Han ingick dessutom i regeringens ekonomiska utskott, som bl.a. utformade närings- och inkomstpolitiken samt förberedelserna för den danska kommunreformen 1970.
Efter att koalitionen avgick efter valet 1971 var Dahlgaard folketingsledamot till 1975. Han var bl.a. ordförande av valutautskottet (1974-1975). Han återupptog därefter sitt arbete som ekonomisk-statistisk konsult på utbildningsdepartementet (1975-1982). Från 1978 var han även ordförande av arbetsmarknadsnämnden i Hovedstadsområdet.  Han har även skrivit böckerna Jernmalm, jern og stål (1949) och Socialliberale tanker i dansk politik (1950).